# Хусейн Надим Нахчывани
Хусейн Надим Нахчывани (азерб. Hüseyn Nadim Naxçıvani), полное имя Хусейн Абдулла оглы Мехдиев (азерб. Hüseyn Abdulla oğlu Mehdiyev); 1871, Нехрам, Нахичеванский уезд, Эриванская губерния, Российская империя — 1927, Нехрам, Нахичеванский район, Азербайджанская Советская Социалистическая Республика, ЗСФСР,СССР) — азербайджанский поэт XIX—XX веков, участник литературного общества «Анджумануш-шуара».

## Биография
Хусейн Надим родился в 1871 году в селе Нехрам. Первое образование получил в моллахане, затем учился в школе, где учителем был Джалил Мамедкулизаде. Так как он рано потерял отца, он не мог продолжить свое образование, но изучал арабский и персидский языки, историю ислама и произведения восточных классиков посредством частного чтения. В 1918—1920 годах участвовал в национально-освободительном движении в Азербайджане, сражался против дашнаков в партизанском отряде, был тяжело ранен у горы Алангяз, от которого впоследствии скончался в 1927 году.

## Творчество
Хотя большая часть литературного наследия Надима Нахчывани утрачена, его оставшиеся стихи показывают, что он является одним из поэтов, внесших вклад в развитие азербайджанской поэзии в конце XIX — начале XX веков. Большую часть его произведений составляют стихотворения религиозного содержания, написанные в классическом стиле (марсия, новха, синазан, касыда). Есть также любовные газели и стихи, дидактические и сатирические поэмы социального содержания. В отличие от абстрактной любви, воспеваемой в некоторых его газелях, он в основном восхвалял настоящую, живую красоту. Этот аспект сближает его с реалистическим стилем Моллы Панаха Вагифа и Гасым-бека Закира. В его стихах общественного содержания главное место занимает любовь к народу и стране.